# Paradibolia samarensis
Paradibolia samarensis là một loài bọ cánh cứng trong họ Chrysomelidae. Loài này được Konstantinov in Lopatin & Konstantinov miêu tả khoa học năm 1994.